# Schulgrammatik
Eine Schulgrammatik oder auch Sprachbuch ist ein Schulbuch, das speziell für Zwecke des Unterrichts in der muttersprachlichen oder einer als Unterrichtsfach zugelassenen Fremdsprache entwickelt wurde. 

## Inhalte
Die Schulgrammatik behandelt das grammatische Regelwerk einer Sprache in Auswahl. Die Schulgrammatik muss dabei ihren Gegenstand in wissenschaftlich korrekter Form, aber altersgemäß und didaktisch aufbereitet darbieten und dabei die Lehrpläne des betreffenden Fachs berücksichtigen, die sich nach Bundesland, Alter und Schultyp unterscheiden. Einige Sprachbücher enthalten auch Aufgaben zur Aufsatzerziehung.
Als wesentliche Aspekte für die Entwicklung von Schulgrammatiken sind zu nennen:
- Übereinstimmung mit der Fachwissenschaft (Linguistik, Spracherwerbsforschung)
- Berücksichtigung didaktischer und methodischer Überlegungen
- Berücksichtigung von Erkenntnissen der Jugendpsychologie

Die Berücksichtigung der Fachwissenschaft stellt die Autoren vor Probleme: Welche Auswahl aus dem Gesamtspektrum der betreffenden Wissenschaft muss getroffen werden? Entscheidend ist außerdem die Frage: Wie muss sie dargeboten werden? Das Problem besteht darin, Methoden und Terminologie der Fachwissenschaft so an den Unterrichtsbedarf anzupassen, dass sie dem angestrebten Niveau der Ausbildung gerecht werden.